# Ciclismo ai Giochi della XXXII Olimpiade - Velocità a squadre maschile
Le gare di velocità a squadre maschile dei Giochi della XXXII Olimpiade si sono svolte il 3 agosto al velodromo di Izu. 
La competizione ha visto la partecipazione di 8 squadre composte da 3 atleti ciascuna.

## Programma
Tutti gli orari sono UTC+9
| Data          | Ora (UTC+9) | Turno          |
| ------------- | ----------- | -------------- |
| 3 agosto 2021 | 15:58       | Qualificazioni |
| 3 agosto 2021 | 16:50       | Semifinali     |
| 3 agosto 2021 | 17:35       | Finale         |

## Record
Prima della competizione il record del mondo e il record olimpico erano i seguenti:
| Record mondiale | 41.225 | Paesi Bassi Jeffrey Hoogland Harrie Lavreysen Roy van den Berg | 20 febbraio 2020 Berlino, Germania     |
| Record olimpico | 42.440 | Gran Bretagna Philip Harrie Jason Kenny Callum Skinner         | 11 agosto 2016 Rio de Janeiro, Brasile |

## Regolamento
Nella velocità a squadre, due squadre di tre corridori si affrontano su una distanza di tre giri di pista. In ciascuna squadra il primo ciclista tira per un giro, per poi spostarsi e lasciare strada al secondo, che a sua volta dopo un giro si sposterà per permettere all'ultimo elemento del team di completare la gara.
La competizione si svolge in tre turni:
- Qualificazioni: Nelle qualificazioni le squadre scendono in pista a due a due per stabilire, analogamente ad una comune gara a cronometro, il loro tempo di qualifica.
- Semifinale: Gli incontri si basano sulle classifiche dei tempi di qualificazione delle squadre: n. 1 contro 8, n. 2 contro 7, n. 3 contro 6 e n. 4 contro 5.
- Finale:  Le due squadre più veloci delle semifinali, avanzano alla corsa per la medaglia d'oro, mentre le due successive competono per il bronzo. Ci saranno anche la finale per il 5º-6º posto e quella per il 7º-8º posto.

## Risultati

### Qualificazioni
| Pos. | Paese         | Ciclisti                                          | Tempo  | Note            |
| ---- | ------------- | ------------------------------------------------- | ------ | --------------- |
| 1    | Paesi Bassi   | Roy van den Berg Harrie Lavreysen Matthijs Büchli | 42.134 | Record olimpico |
| 2    | Gran Bretagna | Ryan Owens Jack Carlin Jason Kenny                | 42.231 |                 |
| 3    | Australia     | Matthew Richardson Nathan Hart Matthew Glaetzer   | 42.371 |                 |
| 4    | Francia       | Florian Grengbo Sébastien Vigier Rayan Helal      | 42.722 |                 |
| 5    | Nuova Zelanda | Sam Dakin Ethan Mitchell Sam Webster              | 43.066 |                 |
| 6    | ROC           | Ivan Gladyshev Denis Dmitriev Pavel Yakushevskiy  | 43.097 |                 |
| 7    | Germania      | Timo Bichler Stefan Bötticher Maximilian Levy     | 43.140 |                 |
| 8    | Polonia       | Mateusz Rudyk Patryk Rajkowski Krzysztof Maksel   | 43.516 |                 |

### Primo turno
| Pos. | Manche | Paese         | Ciclisti                                           | Tempo  | Note |
| ---- | ------ | ------------- | -------------------------------------------------- | ------ | ---- |
| 1    | 4      | Paesi Bassi   | Jeffrey Hoogland Harrie Lavreysen Roy van den Berg | 41.431 | Q1   |
| 2    | 3      | Gran Bretagna | Jack Carlin Jason Kenny Ryan Owens                 | 41.829 | Q1   |
| 3    | 2      | Australia     | Matthew Glaetzer Nathan Hart Matthew Richardson    | 42.103 | Q3   |
| 4    | 1      | Francia       | Florian Grengbo Rayan Helal Sébastien Vigier       | 42.294 | Q3   |
| 5    | 3      | Germania      | Timo Bichler Stefan Bötticher Maximilian Levy      | 42.733 | Q5   |
| 6    | 2      | ROC           | Denis Dmitriev Ivan Gladyshev Pavel Yakushevskiy   | 42.915 | Q5   |
| 7    | 1      | Nuova Zelanda | Sam Dakin Ethan Mitchell Sam Webster               | 42.978 | Q7   |
| 8    | 4      | Polonia       | Krzysztof Maksel Patryk Rajkowski Mateusz Rudyk    | 43.307 | Q7   |

- Q1 = qualificata per la finale 1º posto
- Q3 = qualificata per la finale 3º posto
- Q5 = qualificata per la finale 5º posto
- Q7 = qualificata per la finale 7º posto

## Finali
Gara per l'oro
| Pos. | Paese         | Ciclisti                                           | Tempo  | Note            |
| ---- | ------------- | -------------------------------------------------- | ------ | --------------- |
|      | Paesi Bassi   | Jeffrey Hoogland Harrie Lavreysen Roy van den Berg | 41.369 | Record olimpico |
|      | Gran Bretagna | Jack Carlin Jason Kenny Ryan Owens                 | 44.589 |                 |

Gara per il bronzo
| Pos. | Paese     | Ciclisti                                        | Tempo  | Note |
| ---- | --------- | ----------------------------------------------- | ------ | ---- |
|      | Francia   | Florian Grengbo Rayan Helal Sébastien Vigier    | 42.331 |      |
| 4    | Australia | Matthew Glaetzer Nathan Hart Matthew Richardson | 44.013 |      |

### Finale 5º-6º posto
| Pos. | Paese    | Ciclisti                                         | Tempo | Note |
| ---- | -------- | ------------------------------------------------ | ----- | ---- |
| 5    | Germania | Timo Bichler Stefan Bötticher Maximilian Levy    |       |      |
| 6    | ROC      | Denis Dmitriev Ivan Gladyshev Pavel Yakushevskiy | fp    |      |

### Finale 7º-8º posto
| Pos. | Paese         | Ciclisti                                        | Tempo  | Note |
| ---- | ------------- | ----------------------------------------------- | ------ | ---- |
| 7    | Nuova Zelanda | Ethan Mitchell Callum Saunders Sam Webster      | 43.703 |      |
| 8    | Polonia       | Krzysztof Maksel Patryk Rajkowski Mateusz Rudyk | 46.431 |      |